# Oncocnemis euta
Oncocnemis euta är en fjärilsart som beskrevs av Smith 1903. Oncocnemis euta ingår i släktet Oncocnemis och familjen nattflyn. Inga underarter finns listade i Catalogue of Life.